# Otostigmus punctiventer
Otostigmus punctiventer är en mångfotingart som först beskrevs av Tömösváry 1885.  Otostigmus punctiventer ingår i släktet Otostigmus och familjen Scolopendridae.
Artens utbredningsområde är Papua Nya Guinea. Inga underarter finns listade i Catalogue of Life.